# Far d'Arecibo
El  Far d'Arecibo o Far de los Morrillos és un històric far localitzat en la ciutat d'Arecibo, Puerto Rico. El nom prové de la seva ubicació sobre un rocós promontori anomenat Punta Morrillos. El far fou dissenyat per l'enginyer José Maria Sainz i es va construir entre 1897 i 1898 com un far de tercer ordre. Fou un dels últims fars construïts a Puerto Rico com a part del pla general de fars del govern espanyol de l'illa.
L'estil de construcció és neoclàssic amb una forma rectangular de 12,29 metres d'amplada per 25,65 metres de llargada, que subjecta una torre hexagonal coberta per una cúpula de bronze amb la lluminària. La lent original era una Fresnel de tres nivells, amb un radi de 29 km. La torre hexagonal tenia una llanterna de ferro forjat, vidre i coure i estava envoltada d'una balustrada també de ferro forjat. Originalment, tant la torre com l'edifici estaven pintats de blanc amb detalls en gris plom. Els pisos eren de marbre blanc i gris, excepte en l'habitatge dels faroners on eren de fusta.
L'any 1931 el llum de querosè va ser substituït per una bombeta amb energia generada durant un temps per un molí de vent instal·lat al sostre. Abans del 1949 es va substituir la balustrada de ferro de la torre per un ampit de ciment i el 1959 es van fer renovacions substancials que van incloure la substitució del sostre de maons per un de formigó. El far va ser automatitzat i tancat el 1964, any a partir del qual va començar a ser víctima de la decadència i el vandalisme. La lent Fresnel va ser avariada el 1975 i destruïda el 1977. Actualment, té una lent de 190 mm amb un flaix blanc cada cinc segons.
El 1994 es va rehabilitar, actualment, a més de la seva funció de far, és un museu al mig d'un parc. No s'ha de confondre amb el Far de Cabo Rojo, conegut com el Far de Los Morrillos de Cabo Rojo.